# LG Uplus
LG Uplus (Hangul: LG유플러스, cách điệu tên gọi: LG U+, KRX: 032640) là một công ty viễn thông của Hàn Quốc, trực thuộc tập đoàn LG.

## Khái quát
Trước đây, công ty được biết đến với tên gọi cũ là LG Telecom. Sau này, LG Telecom trở thành một trong những nhà phát hành dịch vụ thương mại mạng 3G sử dụng công nghệ PCS (Personal Communications Service) đầu tiên trên thế giới. Năm 1997, công ty ra mắt mạng PCS thế hệ thứ hai, tăng mạnh tốc độ truyền tải dữ liệu.
LG Telecom bắt đầu bằng việc cung cấp một loạt các dịch vụ ngân hàng điện tử. BankOn - một dịch vụ Mobile Banking trên di động và MusicOn - một phần mềm dùng để nghe, mua và tải nhạc trực tuyến - là 2 ứng dụng phổ biến nhất ở Hàn Quốc nói riêng.
Vào tháng 7 năm 2006, chính phủ Hàn Quốc đã hủy giấy phép doanh nghiệp của LG Telecom về việc phát triển hệ thống đa truy cập phân mã băng rộng không dây W-CDMA sau khi công ty quyết định hủy bỏ dự án. LG Telecom thay vào đó sẽ tiếp tục đầu tư và nâng cấp mạng CDMA2000 EV-DO Rev. A network.
Vào tháng 1 năm 2010, LG Telecom sáp nhập với LG Dacom và LG Powercom. Tháng 7 năm 2010, LG Telecom đổi tên thành "LG U+" như hiện nay.
Ngày 17 tháng 7 năm 2013, LG Uplus hợp tác cùng với Samsung Electronics phát hành dịch vụ LTE-A và giới thiệu điện thoại thông minh Galaxy S4 LTE-A, điện thoại thông minh "100% LTE" đầu tiên trên thế giới có thể sử dụng dữ liệu, giọng nói và văn bản qua băng thông LTE mà không cần thông qua CDMA. Bắt đầu từ năm 2014, LG Uplus đưa ra kết hoạch phát triển hàng loạt điện thoại "100% LTE" sau thành công của Galaxy S4 LTE-A.

## Dịch vụ

### Điện thoại
Tính đến năm 2012, những khách hàng của LG U+ có thể nhận trực tiếp các dịch vụ viễn thông trên bất kỳ dải băng tần nào được chỉ định, với một hoặc nhiều hơn các giao diện Radio.
| Dải tần số radio              | Chiều rộng tần số | Thế hệ | Giao diện vô tuyến    | Điều khoản           | Giấy phép    | Ghi chú |
| ----------------------------- | ----------------- | ------ | --------------------- | -------------------- | ------------ | ------- |
| 850Mhz (839~849,884~894)      | 20Mhz             | 3.9G   | LTE                   |                      |              |         |
| 1800Mhz (1770~1780,1860~1870) | 20Mhz             | 3G     | CDMA/EVDO Rev-A/Rev-B |                      | Tháng 6 2021 |         |
| 2100Mhz (1920~1930,2110~2120) | 20Mhz             | 3.9G   | LTE                   | đấu giá 44.55 tỉ won |              |         |
| 2600Mhz (2520~2540,2640~2660) | 40Mhz             | 3.9G   | LTE                   | đấu giá 479 tỉ won   |              |         |

### LTE
Vào tháng 7 năm 2011, LG U+ bắt đầu thương mại hóa mạng LTE. Tháng 3 năm 2012, công ty hoàn tất việc phủ sóng mạng LTE trên toàn bộ lãnh thổ Hàn Quốc.